# Foreste pluviali di Mizoram-Manipur-Kachin
Le foreste pluviali di Mizoram-Manipur-Kachin sono un'ecoregione dell'ecozona indomalese, definita dal WWF, che occupa la parte inferiore dei versanti collinari della regione montuosa al confine tra India, Bangladesh e Birmania (codice ecoregione: IM0131), coprendo una superficie di 135.600 km². Situate nel punto in cui si incontrano i bioti del subcontinente indiano e dell'Indocina, in una zona di transizione tra le regioni subtropicali e tropicali dell'Asia, le foreste pluviali di Mizoram-Manipur-Kachin ospitano una ricca biodiversità. Il WWF la classifica come «eccezionale a livello globale» in termini di biodiversità.

## Geografia
L'ecoregione è caratterizzata da una foresta pluviale semi-sempreverde che copre le pendici inferiori delle Chin Hills e dei monti Arakan nello stato birmano di Rakhine e in quello indiano di Manipur e le adiacenti Chittagong Hills nel Bangladesh, per poi proseguire a nord lungo le Naga e le Mizo Hills, coprendo la maggior parte degli stati indiani di Nagaland e Mizoram, e ad est attraverso la regione di Sagaing e lo stato Kachin fino al confine tra Cina e Birmania.
Le foreste pluviali costiere del Myanmar occupano le pianure costiere della Birmania a sud e a sud-ovest di questa ecoregione. Ad ovest, l'ecoregione confina con le foreste subtropicali del Meghalaya, che si estendono sulle Khasi e le Garo Hills, e le foreste pluviali semi-sempreverdi delle pianure attraversate dal Brahmaputra. Le foreste pluviali di Mizoram-Manipur-Kachin si estendono fino a 1000 m di altitudine attraverso la catena montuosa Chin Hills-Arakan Yoma e sono sostituite dalle foreste montane Chin Hills-Arakan Yoma al di sopra di tale quota. Dal momento che questa ecoregione si estende verso est fin nell'interno della Birmania, confina con le foreste decidue umide del bacino dell'Irrawaddy a sud, le foreste subtropicali del Triangolo d'Oro settentrionale a nord e le foreste subtropicali dell'Indocina settentrionale ad est. La pineta dell'India nord-orientale e Birmania occupa le zone più elevate delle Naga Hills lungo il confine tra Nagaland e Birmania, ed è cinta dalle foreste pluviali di Mizoram-Manipur-Kachin ad ovest, sud ed est.

### Clima
Il clima dell'ecoregione è tropicale e umido, sebbene sia un po' più fresco di quello delle pianure adiacenti. Le piogge vengono apportate per lo più dai venti monsonici che soffiano dal golfo del Bengala, e alcune zone dell'ecoregione possono riceverne più di 2000 mm all'anno.

## Flora

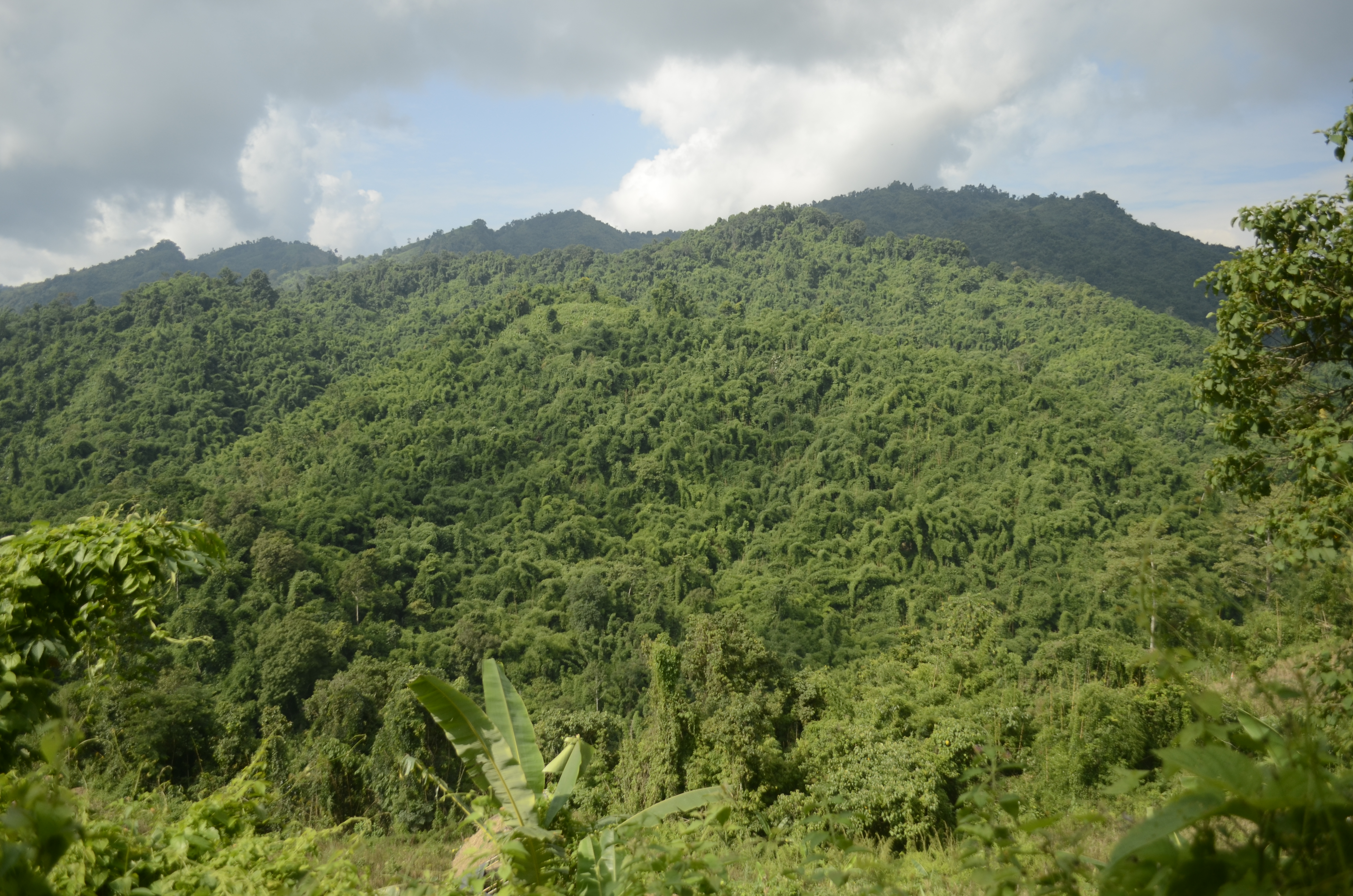
La foresta pluviale delle Naga Hills.

Nella foresta pluviale di Mizoram-Manipur-Kachin la comunità floristica principale è la foresta pluviale semi-sempreverde, che copre la gran parte della superficie intatta dell'ecoregione, vale a dire il 36%. Altre comunità floristiche sono la foresta sempreverde umida (il 5% della superficie totale dell'ecoregione), la foresta decidua umida tropicale (il 2%), la foresta temperata umida di montagna (il 2%) e la foresta di montagna subtropicale (l'1%). Il 19% dell'ecoregione è stato ormai convertito in campi coltivati e pascoli, e il 34% della superficie totale consiste oggi in aree degradate.
La foresta pluviale semi-sempreverde è dominata da alberi della famiglia delle Dipterocarpacee, tra cui Dipterocarpus alatus, D. turbinatus, D. grandiflorus, Parashorea stellata, Hopea odorata, Shorea burmanica e Anisoptera scaphula. Alberi appartenenti ad altre famiglie qui presenti sono Swintonia floribunda, Eugenia grandis, Xylia xylocarpa, Gmelina arborea, Bombax insignis, Bombax ceiba, Albizia procera e Castanopsis spp..

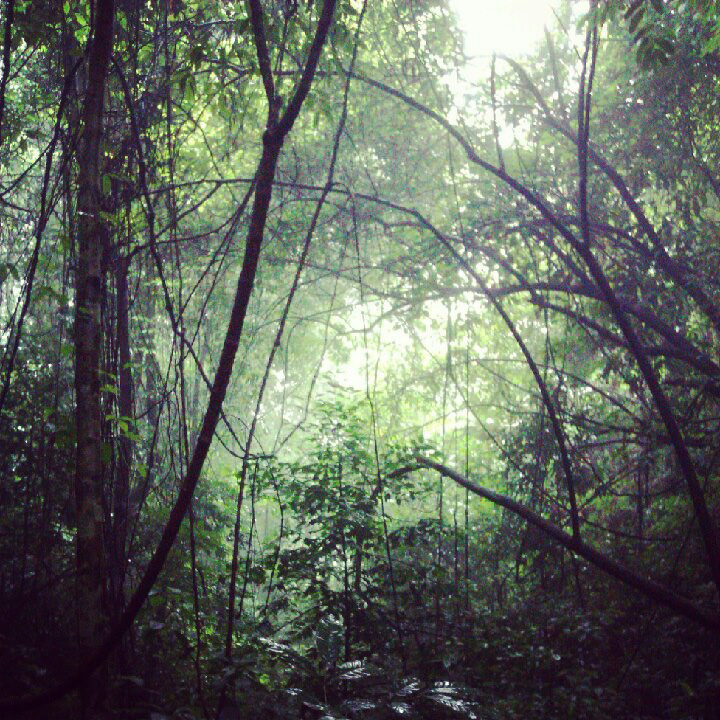
Il cuore della foresta.
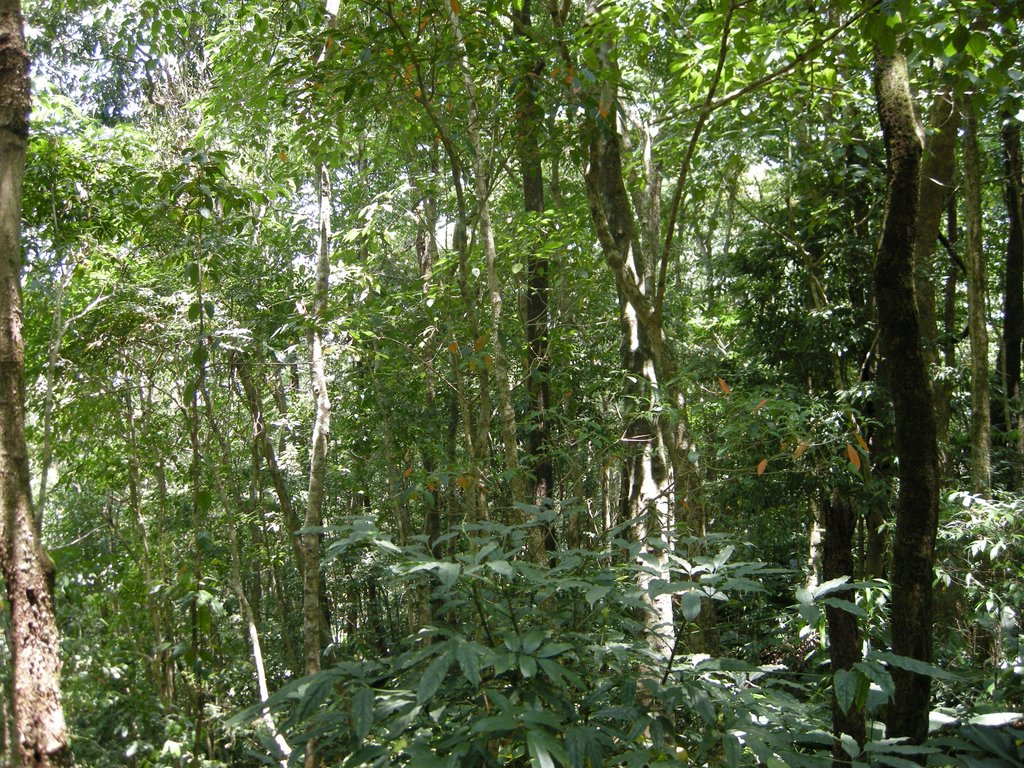
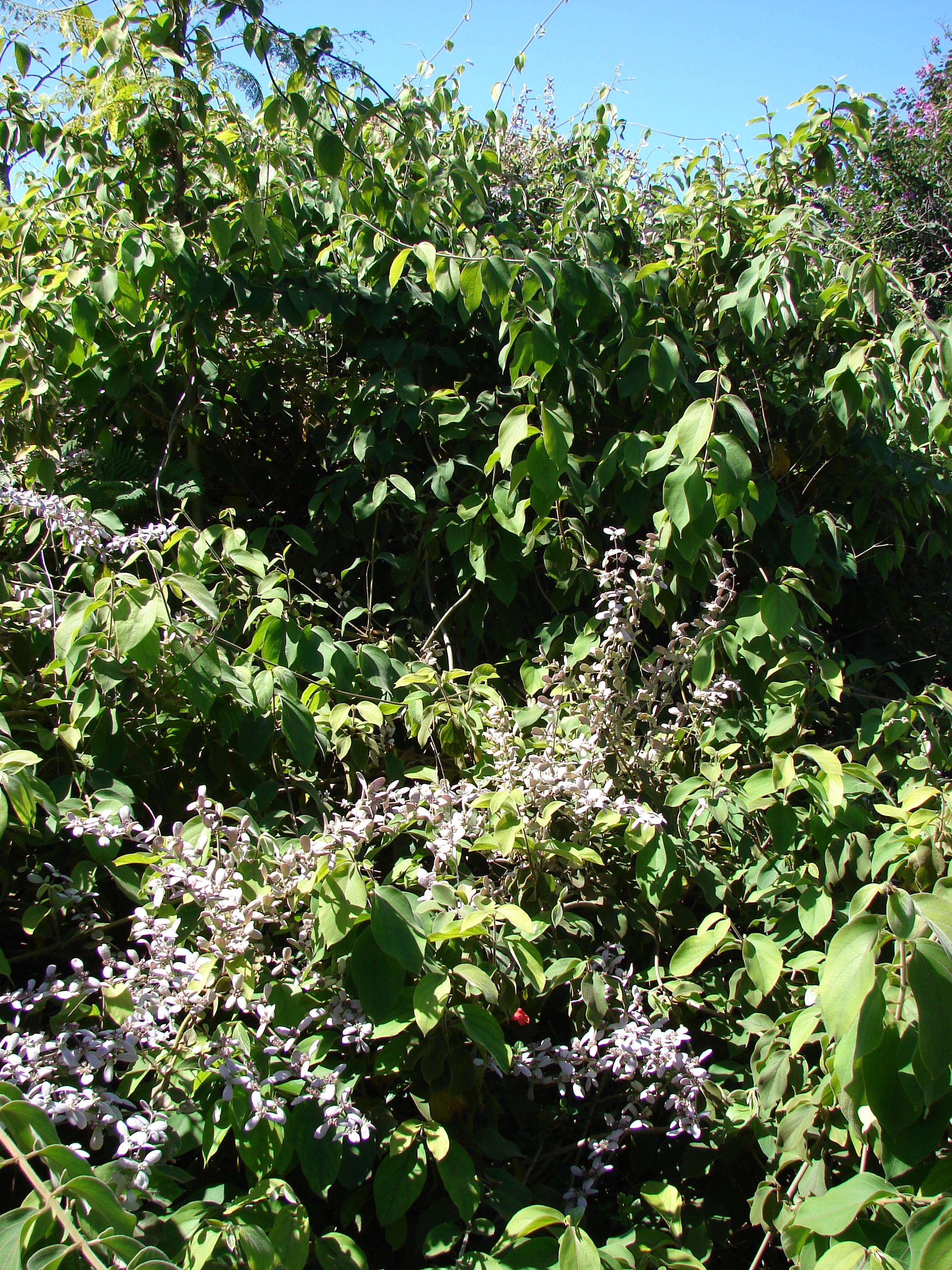
I rampicanti come Congea tomentosa sono molto comuni.
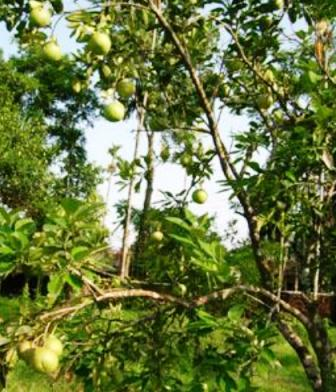
L'arancio selvatico (Citrus macroptera) è originario di questa ecoregione (divisione di Sylhet).
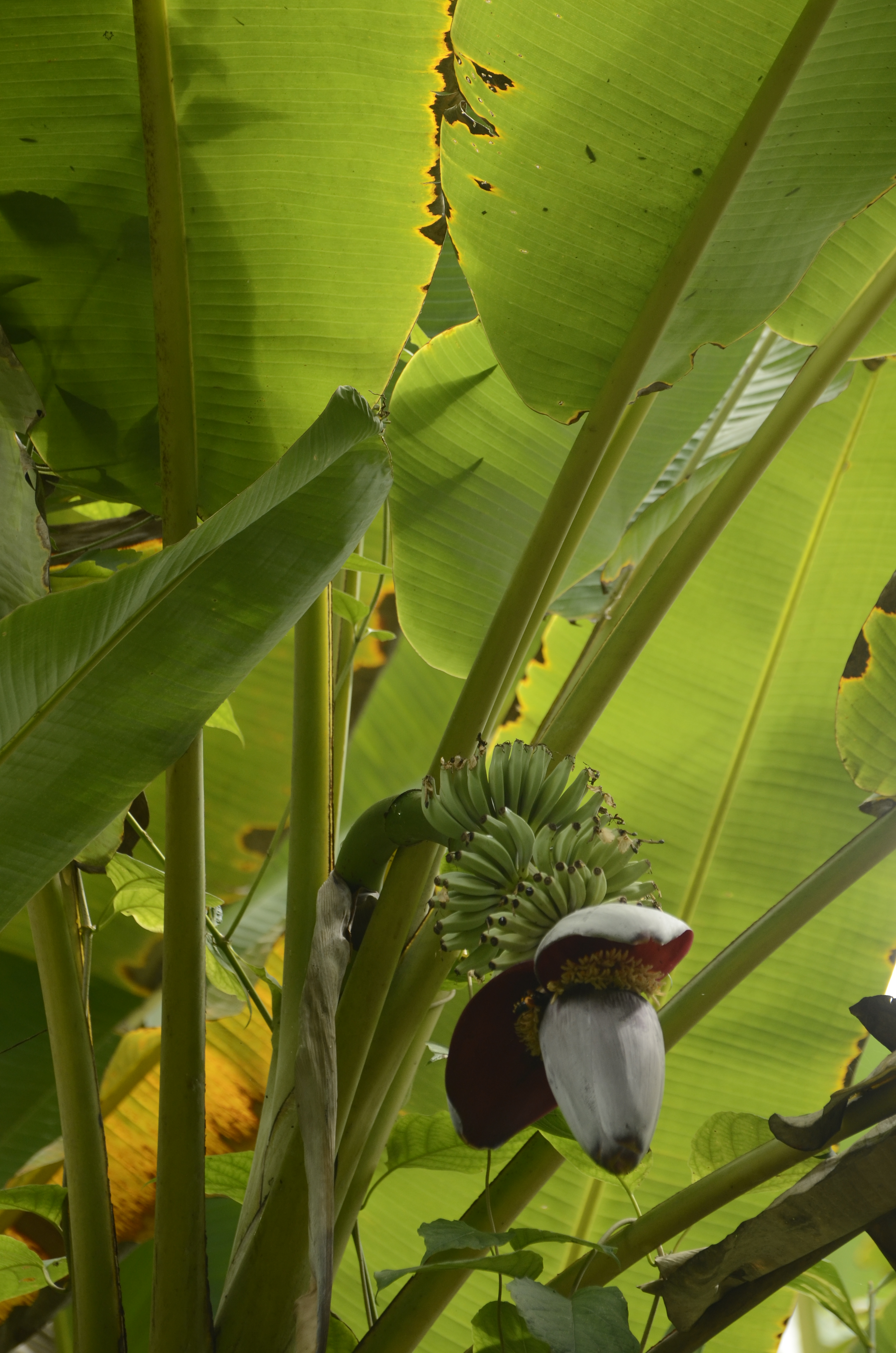
Gli alberi del genere Musa crescono allo stato spontaneo...
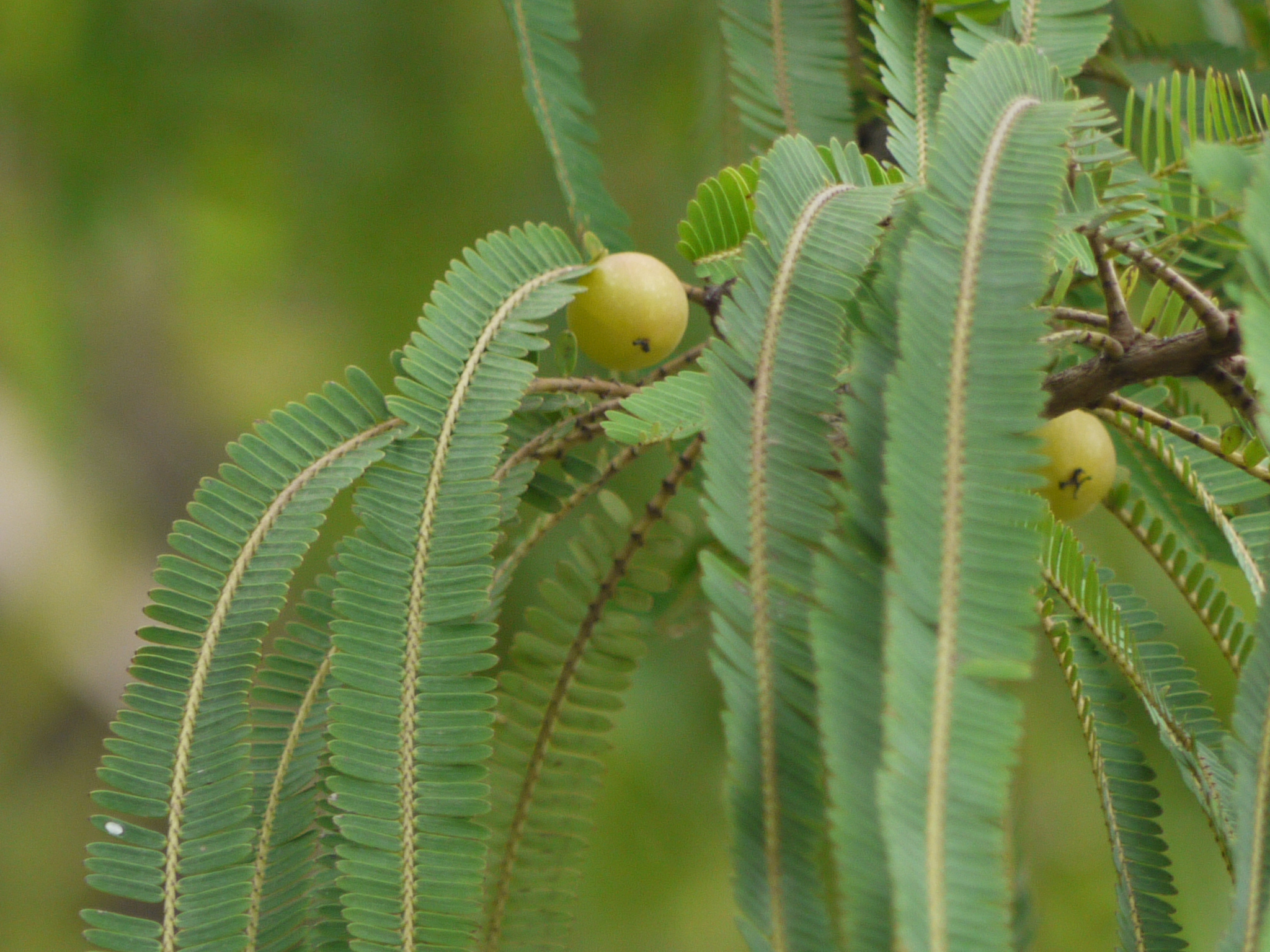
..così come quelli di Phyllanthus emblica.
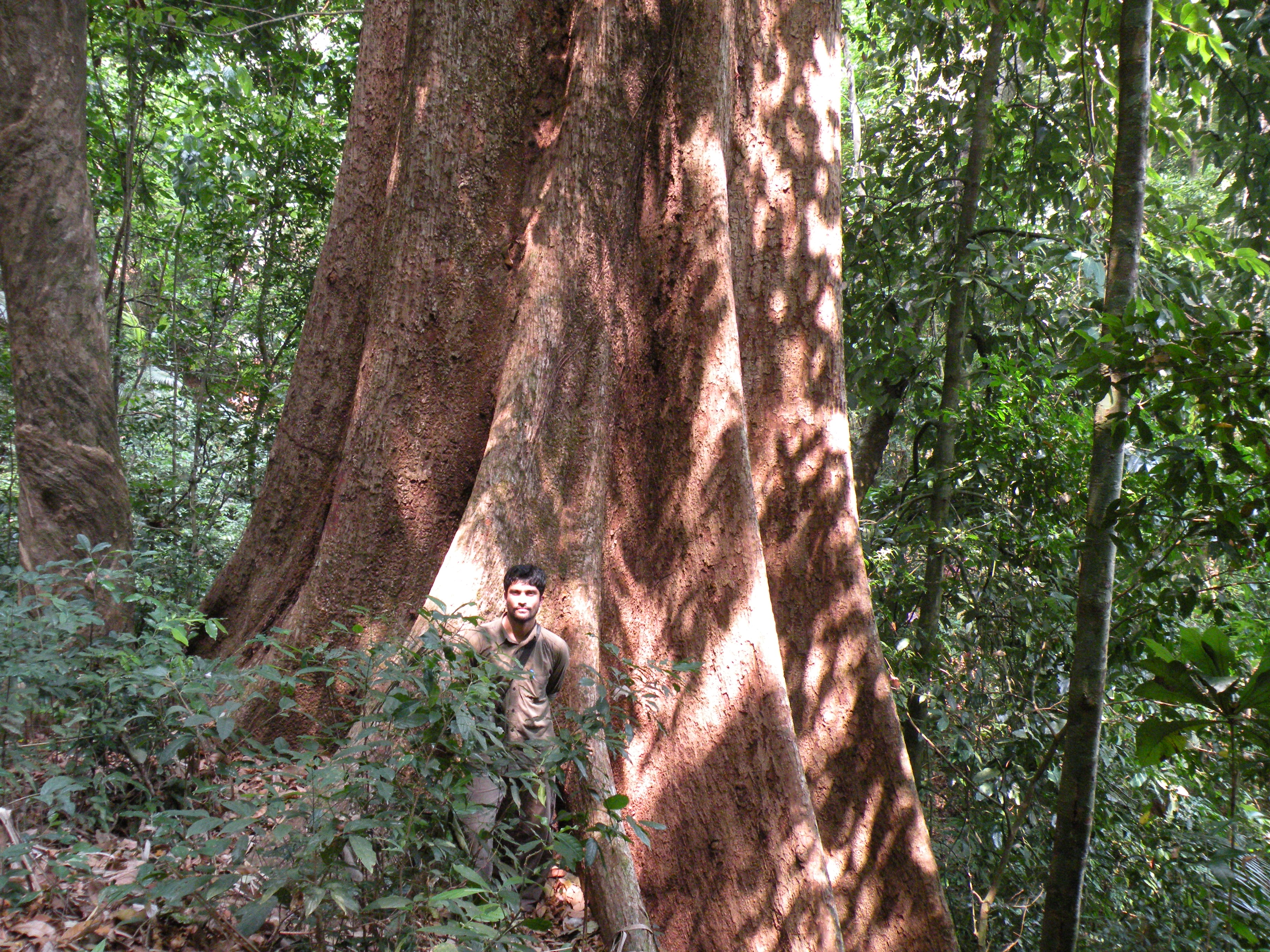
L'albero del cotone (Bombax ceiba) è una delle specie arboree più comuni dell'ecoregione e può raggiungere dimensioni molto grandi.

## Fauna

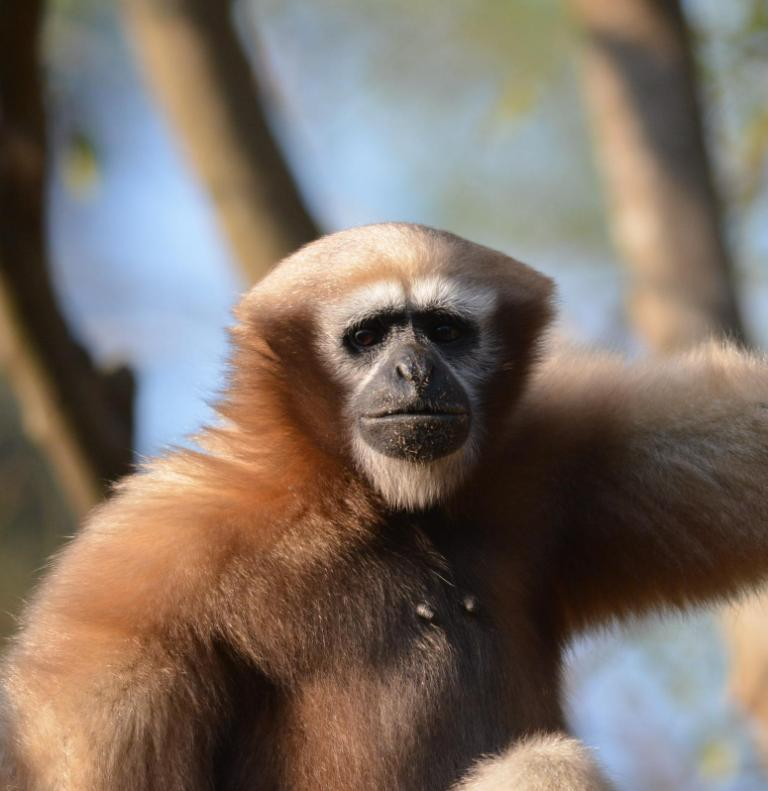
In queste foreste vivono i gibboni hulock.

L'ecoregione ospita 149 specie conosciute di mammiferi. Tra questi figurano due specie quasi-endemiche, il pipistrello Hypsugo joffrei e il roditore muride Hadromys humei. Nell'ecoregione vivono varie specie di mammiferi rari e in pericolo di estinzione, come la tigre (Panthera tigris), il leopardo nebuloso (Neofelis nebulosa), l'elefante asiatico (Elephas maximus), il tameng o cervo di Eld (Rucervus eldii), il gaur (Bos gaurus), il goral dell'Himalaya (Naemorhedus goral), il panda minore (Ailurus fulgens), la lontra liscia (Lutrogale perspicillata), la viverra indiana (Viverra zibetha), la donnola dal dorso striato (Mustela strigidorsa), il reso dei monti (Macaca assamensis), il macaco orsino (M. arctoides), il macaco dalla coda di porco (M. leonina), il presbite dal ciuffo (Trachypithecus pileatus) e l'hulock (Hylobates hoolock).
Nell'ecoregione vivono 580 specie di uccelli, delle quali 6 quasi-endemiche: la quaglia di Manipur (Perdicula manipurensis), il garrulo schiamazzante screziato (Trochalopteron virgatum), il garrulo schiamazzante capobruno (T. austeni), il garrulo di palude (Pellorneum palustre), il garrulo scricciolo codalunga (Spelaeornis longicaudatus) e il garrulo scricciolo beccoconico (Sphenocichla humei).